# Marie Bediet
Marie Bédiet, ou Bediet, née Marie Virginie Vrecq le 23 novembre 1846 à Bougival et morte le 22 septembre 1879 dans le 16e arrondissement de Paris, est une blanchisseuse et communarde française. 

## Biographie

### Jeunesse et famille
Fille de Jean Baptiste Vrecq, marinier, et de Virginie Joli, son épouse, domiciliés à Valenciennes, Marie Vrecq naît en 1846, à bord du bateau Lapalizarte, alors en station à Bougival. En 1863, à l'âge de 16 ans, elle épouse, à Méry-sur-Oise où elle vit avec ses parents, un marinier de 31 ans du nom de François Édouard Bédiet, originaire de Cambrai. Établie avec son mari dans le 19e arrondissement de Paris l'année suivante, Marie Bédiet, devenue blanchisseuse, met au monde un fils prénommé François Édouard, mais ce dernier meurt à l'âge de trois mois. Sa fille Georgette Flore naît en 1865.

### La Commune
Bien que mariée, Marie Bédiet se fait connaître sous le nom de Vinot, patronyme de son amant Jules Honoré Vinot, qui participe à la Commune. Elle s'engage sous la Commune comme cantinière au 170e bataillon, avant de rejoindre la barricade de la rue Saint-Ambroise. Vinot étant blessé, elle l'aide à échapper aux soldats de Versailles. C'est chez elle que Jules Honoré Vinot s'enferme lors des derniers jours de la lutte.

### Arrestation
Marie Bédiet n'est pas inquiétée en 1871, mais arrêtée en 1873, pour une affaire de falsification de timbre. Reconnue comme cantinière pendant la Commune et comme ayant aidé son amant à s'enfuir, elle est soupçonnée d'avoir assassiné des otages rue Haxo, particulièrement violemment. Elle apparaît sur des photographies en costume de marin (fait à l'origine de la suspicion). Si l'enquête révèle qu'elle est innocente, son soutien à la Commune et le port d'uniforme masculin et d'armes lui valent une condamnation à la déportation en 1874. Elle est condamnée à la déportation simple, mais sa peine est commuée en dix ans de prison en 1878, puis remise l'année suivante.
D'après l'historien Quentin Deluermoz, cette peine est d'une grande sévérité, dans la mesure où, pour les mêmes faits, le lieutenant Barras n'est puni que d'un an de prison. Selon lui, le cas de Marie Bédiet représente un exemple du fait que les femmes sont plus sévèrement punies pour transgression ou faits proches de la transgression.
Toujours lingère et domiciliée 97, rue du Faubourg-du-Temple, Marie Bédiet meurt 18, rue Molitor en 1879. Sur son acte de décès, elle est enregistrée sous le nom de « Rosalie Vrecq, femme Bédier ». Une mention marginale sera portée en février 1880, rectifiant son identité. Elle est inhumée au cimetière des Batignolles. En juin 1880, son mari François Bédiet se remarie, et en août, sa jeune sœur, Philomène, se marie avec son ancien amant, Jules Honoré Vinot.